# Горнот-ха-Галиль
Горнот-ха-Галиль (Гранот-ха-Галиль, Гарнот-ха-Галиль) — общинное поселение на севере Израиля, входящее в региональный совет Маале-Йосеф. Планируется, что Горнот-ха-Галиль станет центральным поселением регионального совета Маале Йосеф, и в ближайшие годы станет образовательным и культурным центром Западной Галилеи. Горнот Ха-Галиль находится в густом средиземноморском лесу, который привлекает сюда множество туристов.

## История
Горнот-Ха-Галиль был основан в 1980 году выходцами из близлежащих поселений, в основном из поселения Горен (отсюда и название). Поселение планировалось как региональный центр, и сегодня здесь находятся административные офисы областного совета Маале-Йосеф и региональная медицинская клиника. Кроме того, в посёлке было запланировано построить различные общественные здания, таких как начальная школа, региональный общественный центр. Несмотря на грандиозные (по местным меркам) планы, в течение многих лет посёлок не мог развиваться и способствовать расширению сообщества из-за внутренних конфликтов. Это привело к тому, что в 2014 году в населённом пункте проживало всего около 40 семей, из который только около половины составляли постоянные жители.
В 2014 году поселенческий отдел Всемирной Сионистской Организации (ВСО) начал продвигать планирование и постройку новый районов поселения в ответ на просьбу группы поселенцев, выпускников Техниона, «Бейтейну БеГалиль» (Наш Дом — Галилея), в стремлении создать поселение в Галилее, в котором большинство жителей были бы выпускниками высших учебных заведений Израиля. Этот шаг был поддержан региональным советом Маале Йосеф, который увидел в этом возможность для развития поселения и близлежащих окрестностей.
В 2016 году началось заселение семей в первом новой районе Горнот-Ха-Галиль. Общину района составили члены поселенческой группы «Бейтейну БеГалиль» и жители регионального совета Маале-Йосеф. В будущем ожидается дальнейшее расширение населённого пункта, размер которого планируется довести до 400 семей.
Первый новый район посёлка характеризуется относительно молодым возрастом поселенцев, подавляющее большинство которых моложе 40 лет. Поселенцев объединяют ценности сионизма — любовь к стране, сообществу и человеческому достоинству, а также глубокое осознание важности заселения Галилеи, в частности и Страны Израиля, в целом. Поселенцы также верят в свободы мнений, как в краеугольный камень построения сильного сообщества.
Дети Горнот-Ха-Галиль учатся в областной средней школе «Западная Галилея», где различные предметы науки и техники сочетаются с журналистикой и театром. Средняя школа «Западная Галилея» считается одной из лучших средних школ в Галилеи и привлекает многих детей из рядом расположенных городов.

## Население
По данным Центрального статистического бюро Израиля, население на начало 2020 года составляло 177 человек.

## Начальная школа
В 2020 году в посёлке началось строительство начальной школы. Школа является приоритетным проектом Министерства Образования в Галилее, направленным на повышение интереса детей к науке с раннего возраста. Ожидается, что новая школа примет первых учеников в 2021 учебном году.
В рамках развития инфраструктуры школы в 2019 году было завершено строительство спортивного зала, который также будет выполнять роль филиала областного центра детского творчества, в котором будут проводиться различные занятия для детей и родителей. Также в посёлке будут построены общинный центр, амфитеатр и несколько детских садов.